# Пулс
Пулсът (от лат. pello – тупам, блъскам) представлява туптенето в артериите, предизвикано от контракциите на лявата камера на сърцето. Тези удари може да бъдат усетени на всяко място, което позволява артерия да бъде притисната към кост. Такива места са например вратът, китката, зад коляното, вътрешната страна на лакътя и близо до глезенната става.
Честотата на пулса се изразява чрез броя на ударите за минута.
| Новородени от 0 до 3 мес. | Бебета от 3 до 6 мес. | Бебета от 6 до 12 мес. | Деца от 1 до 10 г. | Деца над 10 г. и възрастни, вкл. стари хора | Добре тренирани възрастни спортисти |
| ------------------------- | --------------------- | ---------------------- | ------------------ | ------------------------------------------- | ----------------------------------- |
| 100 – 150                 | 90 – 120              | 80 – 120               | 70 – 130           | 60 – 100                                    | 40 – 60                             |

## Патологични отклонения:
Тахикардия, брадикардия, аритмия и д.р.

## Качества
Честота
Ритъм
Напълненост
Напрежение
Големина

## Регистриране
Цифрово и графично в температурен лист с червен химикал и непрекъснати линии.